# فيريس بولتون
فيريس بولتون هو سياسي كندي، ولد في 13 فبراير 1853 في ريدو ليكس في كندا، وتوفي في 11 مايو 1937 في براندون في كندا. حزبياً، نشط في Unionist Party (Canada) ‏. وقد انتخب عضو مجلس العموم الكندي.